# Villette Park

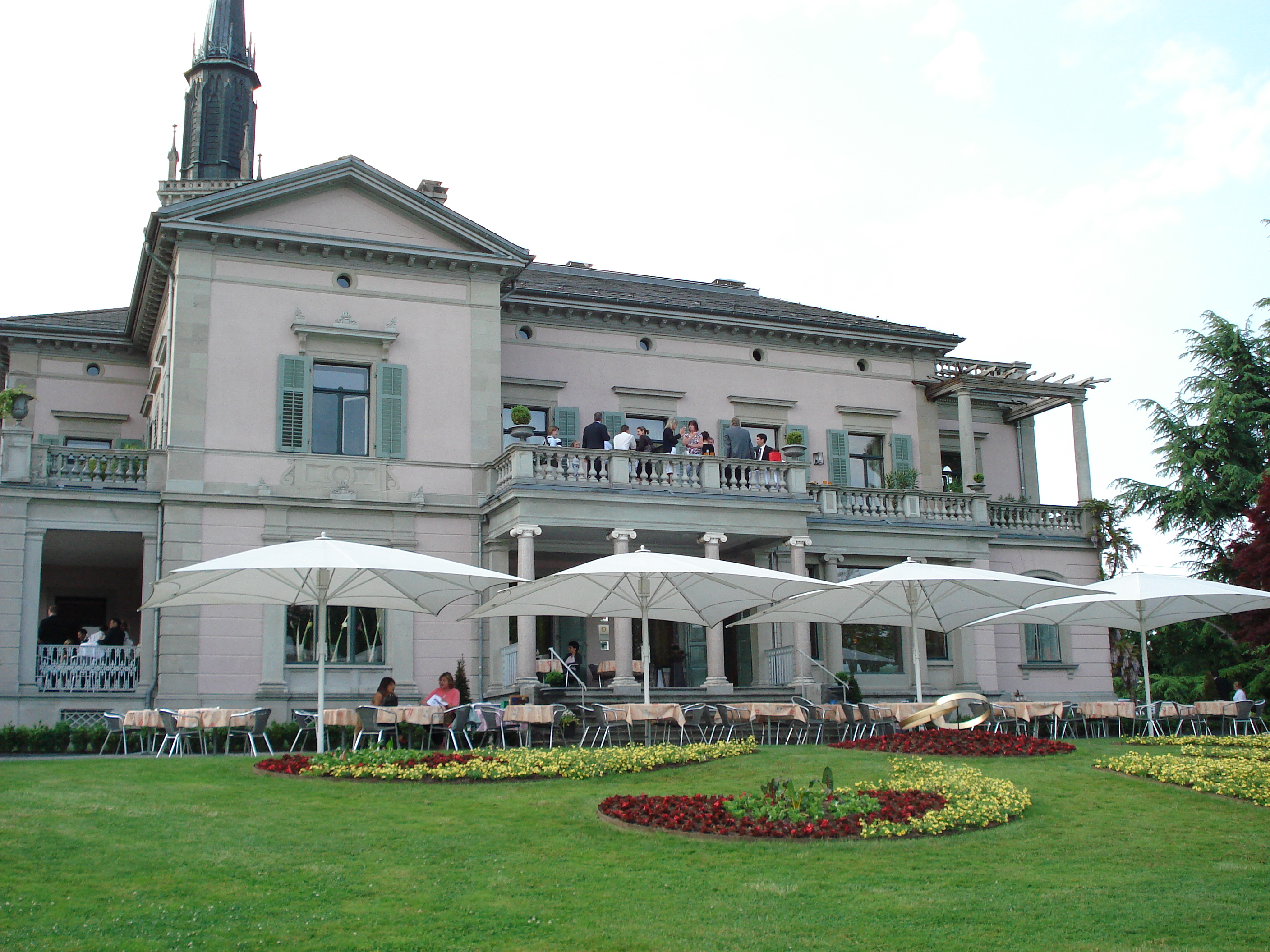
Villa Villette im Park Villette

Der Park Villette ist eine öffentliche Parkanlage in der Schweizer Stadt Cham.

## Geografie
Die Parkanlage befindet sich im Stadtsüden, unmittelbar am Nordufer des Zugersees. Östlich wird sie von der Lorze begrenzt und im Norden von der Bahnstrecke Zug–Luzern. Der Bahnhof Cham ZG liegt etwa 50 m westlich und die kath. Pfarrkirche St. Jakob mit ihrem Friedhof 50 m nördlich.

## Geschichte
Besitzer war bis 1863 Ernst Rohmer, der an Heinrich Schulthess verkaufte. Leonhard Zeugheer baute 1863 die Villa Villette.
Theodor Froebel schuf den Villette-Park 1865. Der Park ist bekannt für seine Sammlung seltener Bäume.